# Alena Alekseeva
Alëna Aleksandrovna Alekseeva (in russo Алёна Александровна Алексеева?; Novosibirsk, 6 marzo 1989) è una nuotatrice russa.
Specializzata nella rana, ha vinto l'oro nei 200 m rana aglie Europei in vasca corta di Fiume 2008.

## Palmarès
- Europei

Eindhoven 2008: argento nei 100m rana e bronzo nei 200m rana.
- Europei in vasca corta

Fiume 2008: oro nei 200m rana.
- Universiadi

Belgrado 2009: bronzo nei 200m rana.